# Hands-On Mobile
 (mai 2021).
Si vous disposez d'ouvrages ou d'articles de référence ou si vous connaissez des sites web de qualité traitant du thème abordé ici, merci de compléter l'article en donnant les références utiles à sa vérifiabilité et en les liant à la section « Notes et références ».
Hands-On Mobile est une société de divertissement sans fil, créée en 2001.
La société développe, publie et distribue du contenu mobile via les opérateurs de réseaux et les portails. Elle offre son contenu en ou via Java ME, BREW, SMS, MMS, et WAP en anglais, français, italien, espagnol, allemand, portugais, tchèque, chinois et coréen.
Hands-On Mobile est une société privée dont le siège social est situé à San Francisco, en Californie. Elle possède également des bureaux à San Diego, Londres et Manchester (Royaume-Uni), Madrid (Espagne), Paris (France), Munich (Allemagne), Pékin et Shanghai (Chine), et São Paulo (Brésil).
Parmi les investisseurs de Hands-On Mobile figurent eFund, Draper Fisher Jurvetson (en), General Catalyst Partners (en), Institutional Venture Partners (en) et Bessemer Venture Partners (en). 

## Histoire
Hands-On Mobile a été fondée par Daniel Kranzler, un cadre et un entrepreneur du secteur de la téléphonie mobile. Hands-On Mobile a connu une croissance organique[réf. nécessaire] ainsi que par le biais d'un regroupement d'entreprises[réf. nécessaire] lorsqu'elle a acquis plusieurs entreprises de premier plan dans le domaine du développement et de la technologie du divertissement mobile : nGame Ltd et Blue Beck du Royaume-Uni, les opérations européennes de Mobilemode Ltd, FingerTwitch (une entreprise américaine de technologie mobile) et deux entreprises de développement de contenu de divertissement mobile en Chine. En 2008, Hands On a vendu ses opérations coréennes à EA, et vendu ses opérations européennes à Connect 2 Media. Puis, en 2010, Hands On a vendu ses activités d'applications américaines à GoTV. 

## Dirigeants
- Judy Wade, PDG

## Partenaires

### Clients importants
AT&T, Sprint/Nextel, T-Mobile, Verizon Wireless, Alltel (en), U.S. Cellular (en), Bell Mobilité,

### Partenaires médias notables
Activision, Billboard, CBS, NASCAR, NBA et World Poker Tour. 

## Applications publiées
- Acquaria
- Alien Fish Exchange
- Amazing Spider-Man: Webslinger
- Acquaria
- Alien Fish Exchange
- Amazing Spider-Man: Webslinger
- Barry Bonds Home run History
- Baseball 2005 by CBS Sportsline
- Baywatch Beach Volleyball
- Blade: Trinity
- California Games
- Call of Duty
- Call of Duty 2
- Call of Duty 3
- CBS Sportsline Track & Field
- Chip's Challenge
- Connect 4
- Darkest Fear: Grim Oak's Hospital (US)
- Ducati Extreme
- Duckshot
- Elektra: Assassin
- Face-Off Sergei Fedorov Hockey
- Fantastic Four
- Ghost Rider
- Gold Mahjong
- Guitar Hero III Mobile
- Gumball 3000
- Heroes Lore
- IHRA Drag Racing
- Impossible Mission
- Iron Man
- IQ Academy
- Largo Winch
- LEGO Bricks
- LEGO Racers
- LEGO World Soccer
- Little Miss Naughty
- Lucky Luke Outlaws
- Ludo
- Milton Bradley Board Games
- Monopoly Tycoon
- NCAA Football 1st down and 10
- Operation
- Popeye Kart Racing
- Pro Bowling
- Pro Euro Football
- Renaissance
- Riverboat Blackjack
- Sabrina, the Teenage Witch
- Santa Claus Revolution
- Scratch City Pool
- Soduku Garden
- Star Trek Nemesis
- Summer Games
- Super Putt
- The Elder Scrolls Travels: Stormhold
- The Incredible Hulk: Rampage
- The Italian Job
- Top Gun
- Top Gun 2
- Top Gun: Gulf Crisis
- Tour Championship Tennis by Venus Williams
- Treasure Chest Slots
- True Crime: New York City
- True Crime: Streets of LA
- Ultimate Spider-Man
- Universal Monsters: Dracula (a/k/a Vampire Bloodline)
- Winter Games
- Woody Woodpecker: Wacky Challenge
- World Poker Tour 7-Card Stud
- World Poker Tour Texas Hold'em
- X-Men 2: Battle
- X-Men: Last Stand
- X-Men: Rise of Apocalypse
- X-Men 3 Mindmaze